# Beaucamps-le-Vieux
Beaucamps-le-Vieux è un comune francese di 1 463 abitanti situato nel dipartimento della Somme nella regione dell'Alta Francia.

## Società

### Evoluzione demografica
Abitanti censiti